# Arieu
Arieu   (segle V aC - segle IV aC) (en llatí Ariaeus, en grec antic Αριαι̂ος), també Arideu (Aridaeus, Αριδαι̂ος) fou un militar persa, que era lloctinent de Cir el jove, amb el comandament de les forces anomenades barbares (asiàtiques), que a la batalla de Cunaxa el 401 aC va dirigir l'ala esquerra de l'exèrcit rebel. En aquesta batalla va ser ferit i va haver de deixar el camp.
Després de la mort de Cir els grecs li van oferir col·locar-lo al tron persa però ho va rebutjar. Va acompanyar als deu mil però al cap d'un temps va acceptar les ofertes d'Artaxerxes I de Pèrsia Longimanus, (464 aC-424 aC) i va abandonar als grecs i va participar en la traïció de Tisafernes en la que els principals generals grecs, incloent el cap Clearc, van caure en mans dels perses. Sembla que llavors Arieu va rebre el govern d'una regió que podria ser Frígia.
Podria ser el mateix Arieu al que Titraustes, cap de la guàrdia reial, va encarregar assassinar Tisafernes, per ordre del rei (396 aC). El 395 aC apareix revoltat contra Artaxerxes, i rebent als paflagonis dirigits per Espitridates (Spithidrates) que havien desertat del camp espartà.